# Reinado Nacional del Café 2011
El Reinado Nacional del Café realizó su 29.a edición el 3 de julio de 2011 en Calarcá, Quindío. En la velada de elección y coronación, la Reina Nacional del Café 2010, Yenny Marcela Arias Villada, entregó la corona a su sucesora, la Señorita Cartagena, D.T. y C., Yoselín Rincón Castillo.
Yoselín representó a Colombia en el Reinado Internacional del Café 2012, realizado en Manizales, Caldas, clasificando como Virreina.

## Resultados
| Título                          | Candidata                                              |
| ------------------------------- | ------------------------------------------------------ |
| Reina Nacional del Café 2011    | - Yoselín Rincón Castillo Cartagena, D.T. y C.         |
| Virreina Nacional del Café 2011 | - Laura Yessenia Arboleda Campuzano Señorita Antioquia |
| Primera Princesa                | - Daniela Calderon Novoa Señorita Quindío              |
| Segunda Princesa                | - Laura Victoria Marín Mejía Señorita Risaralda        |
| Tercera Princesa                | - Johana Paola Zúñiga Pichón Señorita Guajira          |

## Candidatas
16 candidatas participaron en la versión 2011 del Reinado Nacional del Café.
| Candidata                     | Nombre                            | Edad | Estatura | Medidas  | Procedencia         |
| ----------------------------- | --------------------------------- | ---- | -------- | -------- | ------------------- |
| Señorita Antioquia            | Laura Yessenia Arboleda Campuzano | 21   | 1.73     | 88–57–90 | Amalfi              |
| Señorita Bogotá D. C.         | Angie Katherine Lancheros Tinoco  | 19   | 1.70     | 82–62–92 | Bogotá              |
| Señorita Bolívar              | Nadia Milena Hoyos Cortina        | 22   | 1.74     | 93–65–90 | Cartagena de Indias |
| Señorita Cartagena, D.T. y C. | Yoselín Rincón Castillo           | 18   | 1.71     | 83–60–92 | Cúcuta              |
| Señorita Casanare             | Liliana Medina García             | 22   | 1.60     | 89–63–95 | La Salina           |
| Señorita Chocó                | Cindy Paola Serna Moreno          | 21   | 1.70     | 90–65–98 | Zaragoza            |
| Señorita Córdoba              | Jessica Marcela Villalba González | 19   | 1.73     | 90–64–92 | Chinú               |
| Señorita Cundinamarca         | Andrea Julieth Velandia Madroñedo | 19   | 1.70     | 89–62–92 | Agua de Dios        |
| Señorita Guajira              | Johana Paola Zúñiga Pichón        | 17   | 1.80     | 80–62–90 | Riohacha            |
| Señorita Meta                 | Lizeth Alejandra Ávila Ávila      | 18   | 1.78     | 85–60–90 | Villavicencio       |
| Señorita Nariño               | Fanny Villalba Paz                | 18   | 1.68     | 87–60–90 | Puerto Asís         |
| Señorita Norte de Santander   | Hazly Geraldine Sanguino Cuéllar  | 20   | 1.73     | 86–62–96 | Cúcuta              |
| Señorita Quindío              | Daniela Calderón Novoa            | 19   | 1.73     | 91–60–92 | Armenia             |
| Señorita Risaralda            | Laura Victoria Marín Mejía        | 18   | 1.74     | 90–61–90 | Pereira             |
| Señorita Santander            | Diana Gisell Sánchez Marín        | 22   | 1.68     | 88–62–90 | Bucaramanga         |
| Señorita Tolima               | Paula Daniela Sandoval Urueña     | 18   | 1.66     | 90–64–92 | Ibagué              |